# Joseph Veltjens
Joseph Veltjens (ur. 2 czerwca 1894, zm. 6 października 1943) – niemiecki as myśliwski z czasów I wojny światowej.

## I wojna światowa
Joseph Veltjens wstąpił do armii w sierpniu 1914 roku. Pod koniec 1915 przeniósł się do lotnictwa i w maju 1916 został przydzielony do Feldflieger-Abteilung 23. w marcu 1917 został przeniesiony do Jagdstaffel 14 i latał odtąd jako pilot myśliwski.
Kiedy w sierpniu przenosił się do Jagdstaffel 18 zdążył już zestrzelić pięć nieprzyjacielskich maszyn. 18 maja 1918 został tymczasowo dowódcą Jagdstaffel 15, a 22 sierpnia został jej dowódcą na stałe. Jego samolot był łatwo rozpoznawalny po strzale namalowanej na kadłubie.

## II wojna światowa
Podczas II wojny światowej był wysłannikiem Hermanna Göringa w Finlandii w 1940 roku. W 1943 miał negocjować w jego imieniu z Benito Mussolinim usunięcie rezerw złota z Włoch w celu zapobieżenia zagarnięciu ich przez zbliżających się Aliantów. Kiedy Junkers Ju 52 wypożyczony przez feldmarszałka Kesselringa wylądował w Mediolanie, pilot został poinformowany o brytyjskim myśliwcu mającym przechwycić jego lot. Kiedy przelatywał nad Apeninami, leciał bardzo nisko, w celu uniknięcia wykrycia przez wroga. Samolot z Josephem Veltjensem na pokładzie uderzył w zbocze góry niedaleko Piacenzy. Zginęli wszyscy, z wyjątkiem jednego członka załogi.

## Odznaczenia
- Pour le Mérite – 16 sierpnia 1918
- Królewski Order Rodu Hohenzollernów – 20 maja 1918
- Krzyż Żelazny I Klasy
- Krzyż Żelazny II Klasy
- Czarna Odznaka za Rany (1918)